# From New Orleans to Chicago
From New Orleans to Chicago — студійний альбом американського блюзового музиканта Чемпіона Джека Дюпрі, випущений у 1966 році лейблом Decca.

## Опис
Цей альбом піаніста Чемпіона Джека Дюпрі (який перебрався в Європу) був записаний в Лондоні в лютому 1966 року на лейблі Decca. У записі взяли участь Дюпрі (вокал, фортепіано), Ерік Клептон і Тоні Макфі (обидва — гітари), Джон Мейолл (губна гармоніка), Малькольм Пул (бас-гітара), Кіф Гартлі (ударні) і Білл Шортт (пральна дошка). 
В США альбом вийшов того ж року на лейблі London.

## Список композицій
1. «Third Degree» (Едді Бойд) — 3:15
2. «T.V. Mama» (Джо Тернер) — 3:40
3. «He Knows the Rules» (Джиммі Маккреклін) — 2:40
4. «Ain't It a Shame?» (Джонсон) — 4:23
5. «Ohh-la-la» (народ.) — 3:40
6. «(Going Down To) Big Leg Emma's» (Джонсон) — 3:12
7. «Won't Be a Fool No More» (Мейджор Меррівезер) — 3:55
8. «Take It Slow and Easy» (Джонсон) — 2:00
9. «She's All in My Life» (Чепмен) — 2:08
10. «Poor Poor Me» (Джонс) — 4:25
11. «Pigfoot and a Bottle of Beer» (Джонсон) — 2:39
12. «Down the Valley» (Гілл) — 4:03
13. «Too Early in the Morning» (народ.) — 3:28
14. «Shim-Sham-Shimmy» (Джонсон, Джонс) — 2:06

## Учасники запису
- Чемпіон Джек Дюпрі — вокал, фортепіано
- Ерік Клептон, Тоні Макфі — гітара
- Джон Мейолл — губна гармоніка
- Малькольм Пул — бас-гітара
- Кіф Гартлі — ударні
- Білл Шортт — пральна дошка

Технічний персонал
- Майкл Вернон — продюсер
- Гаррі Мосс — інженер